# Коротай (деревня)
 Коротай  — деревня в Глазовском районе Удмуртии в составе сельского поселения Гулёковское.

## География
Находится на расстоянии примерно 14 км на юг по прямой от центра района города Глазов.

## История
Известна с 1800 года как деревня с 5 дворами. Известна с 1873 года как починок Кулаковской или Коротай, где дворов 7 и жителей 84, в 1905 31 и 260, в 1924 (Коротай или Кулаковский) 33 и 244 (почти все удмурты). В период коллективизации работал колхоз «Заря коммунизма».

## Население
Постоянное население составляло 13 человек (удмурты 92 %) в 2002 году, 13 в 2012.